# Конституция Румынии (1948)

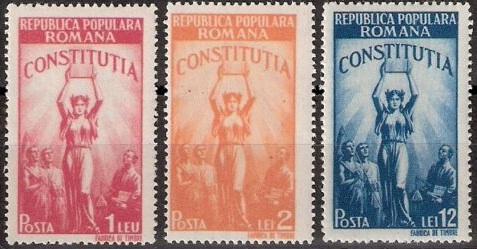
Конституция Румынии 1948 года

Конституция Румынии 1948 года - первая принятая конституция после установления коммунистического режима в Румынии, что было закреплено в законе. Она была составлена по образцу Конституции СССР 1936 года и принят Великим национальным собранием 13 апреля 1948 года и опубликован в тот же день в Monitorul Oficial. Социалистическая Республика Румыния была определена как «унитарное и суверенное народное государство», которое «возникло в результате борьбы, возглавляемой народом, во главе с рабочим классом, против фашизма, реакции и империализма».

## История
В результате поражения стран Оси во Второй Мировой Войне, в Румынии, после отречения Короля Михая I, был установлен социалистический режим. 13 апреля 1948 года Великим Национальным собранием была принята новая конституция.
Конституция 1948 года, которая содержала 105 статей в 10 разделах, была изменена один раз, в марте 1952 года, и отменена 24 сентября 1952 года, когда новая конституция вступила в силу.

## Содержание
Конституция включала принцип суверенитета народа, который «осуществляет свою власть через представительные органы, избираемые всеобщим, равным, прямым и тайным голосованием».
В действительности, поскольку одна партия, Румынская коммунистическая партия, контролировала все рычаги власти, этот принцип так и не был реализован на практике. Впервые в Румынии были введены положения, касающиеся социально-экономического устройства общества, указывающие на существование трех категорий собственности: государственной («как блага всего населения»), кооперативной и частной. Было прописано превосходство государственной собственности, а также обязанность каждого гражданина содействовать расширению ее объема.
Государство должно было защищать «трудящихся» от «эксплуатации» и повышать их уровень жизни. Был введен принцип руководства и планирования народного хозяйства, в то время как внутренняя и внешняя торговля регулировалась и контролировалась государством.
Равенство перед законом было гарантировано всем гражданам, которым также было гарантировано право избирать и быть избранным, а также право на труд и отдых. Меньшинствам разрешалось использовать свои языки в образовании, а свобода совести и вероисповедания обеспечивалась в рамках признанных государством религий, если это не нарушало «общественную безопасность и добрые нравы». Свобода печати, слова, собраний и ассоциаций также была включена, хотя всякое объединение «фашистского или антидемократического характера» было категорически запрещено. В действительности все права, провозглашенные конституцией, систематически и грубо нарушались в первые годы коммунистического режима, что стало началом беспрецедентных в истории Румынии репрессий. Запрет на ассоциации «фашистского или антидемократического характера» толковался в широком смысле как подавление почти всякой значимой оппозиции.